# Desxiframent dels sistemes d'escriptura egipcis

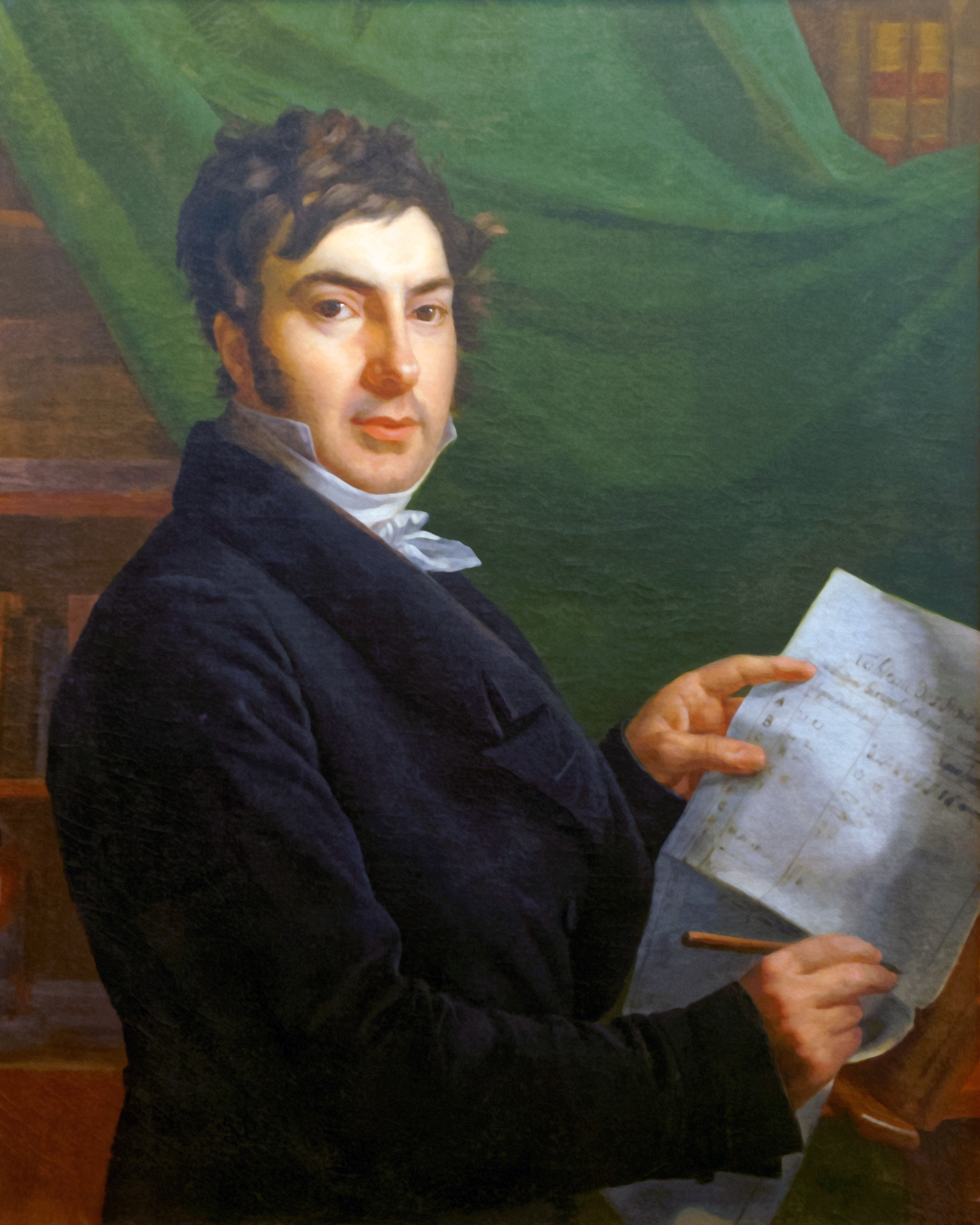
Jean-François Champollion el 1823, amb la llista de signes fonètics jeroglífics. Retrat de Victorine-Angélique-Amélie Rumilly.

Els sistemes d'escriptura utilitzats a l'antic Egipte foren desxifrats a principis del segle xix gràcies al treball de diversos acadèmics europeus, especialment Jean-François Champollion i Thomas Young. Als segles iv i v, les formes d'escriptura de l'antic Egipte –que comprenen el sistema jeroglífic, hieràtic i demòtic– cessaren de ser compreses, i en el seu lloc l'alfabet copte s'utilitzava cada cop més. El coneixement de generacions posteriors dels sistemes d'escriptura antics es basava en l'obra dels autors grecs i romans, que en tenien un coneixement pobre; es creia, com a conseqüència, que els textos egipcis eren exclusivament ideogràfics –és a dir, que representaven idees i no pas sons– i fins i tot que els jeroglífics eren un sistema d'escriptura esotèric i místic més que no pas una manera de representar una llengua parlada. Certs intents de desxifrar els textos per part d'acadèmics islàmics i europeus durant les edats mitjana i moderna reconegueren que el sistema d'escriptura egipci podia tenir un component fonètic, però la percepció que els jeroglífics eren solament ideogrames obstaculitzaren els esforços per a comprendre'ls fins ben bé a finals del segle xviii.
La pedra de Rosetta, descoberta el 1799 per membres de la campanya de Napoleó Bonaparte a Egipte, contenia un corpus paral·lel en jeroglífic, demòtic i grec. Es tenia l'esperança que el text egipci podria ser desxifrat per mitjà de la seva traducció grega, especialment en combinació amb els indicis de l'idioma copte, l'última etapa de l'idioma egipci. El desxiframent es demostrà complicat, malgrat el progrés vacil·lant dut a terme per Antoine-Isaac Silvestre de Sacy i Johan David Åkerblad. Young, basant-se en el treball d'aquests, observà que els caràcters demòtics derivaven de jeroglífics i identificà força dels signes fonètics del demòtic. També identificà el significat de molts jeroglífics, entre els quals glifs fonètics en un cartutx que contenia el nom d'un rei egipci d'origen estranger, Ptolemeu V. Estava convençut, tanmateix, que els jeroglífics fonètics només s'utilitzaven en l'escriptura de paraules no egípcies. A primeries de la dècada de 1820, Champollion comparà el cartutx de Ptolemeu amb altres cartutxos i s'adonà que el sistema jeroglífic era una barreja d'elements fonètics i ideogràfics. Els seus arguments foren rebuts inicialment amb escepticisme i amb acusacions que havia robat idees a Young sense atribuir-les-hi, però gradualment guanyaren acceptació. Champollion avançà i pogué identificar més o menys els significats de la majoria de jeroglífics fonètics i establir bona part de la gramàtica i vocabulari de l'antic egipci. Young, mentrestant, desxifrà en gran manera el demòtic utilitzant la pedra de Rosetta en combinació amb altres corpus paral·lels grecs i demòtics.
Els esforços per al desxiframent decaigueren després de les morts de Young el 1829 i de Champollion el 1831. El 1837, però, Karl Richard Lepsius assenyalà que molts jeroglífics representaven combinacions de dos o tres sons i no pas d'un de sol: corregí així un dels defectes més fonamentals del treball de Champollion. Altres acadèmics, com Emmanuel de Rougé, refinaren prou la comprensió de l'egipci com perquè a la dècada de 1850 ja fos possible traduir completament textos egipcis antics. Juntament amb el desxiframent del cuneïforme aproximadament al mateix moment, la seva obra feu accessibles textos de les primeres etapes de la història humana anteriorment incomprensibles.

## Els sistemes d'escriptura egipcis i la seva extinció

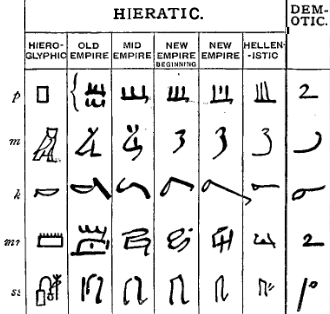
Taula que mostra l'evolució dels signes jeroglífics (a l'esquerra) a través de diferents etapes del hieràtic fins al demòtic (a la dreta).

Durant la major part de la seva existència, l'antic Egipte tingué dos sistemes principals d'escriptura. El jeroglífic, sistema de signes pictòrics utilitzat principalment per textos formals, s'originà als voltants de l'any 3200 aC. El hieràtic, un sistema en cursiva derivat del jeroglífic utilitzat principalment per escriure sobre papir, era gairebé igual d'antic. A principis del segle XVII aC, un tercer sistema emergí derivat del hieràtic, el que es coneix actualment com a demòtic. Era tan diferent del seu ancestre jeroglífic que la relació entre els signes és difícil de reconèixer. El demòtic esdevingué el sistema més comú d'escriptura de la llengua egípcia i el jeroglífic i el hieràtic quedaren reduïts a usos religiosos. Al segle iv aC, la dinastia Ptolemaica grega començà a regnar Egipte, i el grec i el demòtic hi foren utilitzats en paral·lel durant el seu regnat i posteriorment durant el de l'Imperi Romà. Els jeroglífics esdevingueren cada cop un sistema més obscur utilitzat gairebé només per sacerdots egipcis.
Tots tres sistemes d'escriptura contenien una barreja de signes fonètics –que representen sons en el llenguatge parlat– i signes ideogràfics –que representen idees. Els signes fonètics comprenien signes unilaterals, bilaterals i trilaterals que corresponien respectivament a un, dos o tres sons. Els signes ideogràfics incloïen logogrames, que representaven paraules senceres, i determinatius, que s'utilitzaven per especificar el significat d'una paraula escrita amb signes fonètics.
Molts autors grecs i romans dissertaren sobre aquests sistemes d'escriptura, i la majoria eren conscients que els egipcis en tenien dos o tres; cap d'aquestes obres que han perviscut en el temps, però, comprengué completament com funcionaven. Diodor de Sicília, el primer segle aC, descrigué explícitament els jeroglífics com un sistema d'escriptura ideogràfic, i la major part d'autors clàssics compartiren aquesta assumpció. Plutarc, al segle I dC, feu referència a 25 cartes egípcies, la qual cosa suggereix que podria haver estat al cas de l'aspecte fonètic del jeroglífic o del demòtic; malgrat tot, no queda clar el significat de l'autor. Al voltant del 200 dC, Climent d'Alexandria insinuà que alguns signes eren fonètics, però es concentrà en els seus significats metafòrics. Plotí, al segle iii, afirmà que els jeroglífics no representaven paraules, sinó que eren una percepció fonamental, d'inspiració divina, de la naturalesa dels objectes que representaven. El segle següent, Ammià Marcel·lí copià la traducció d'un altre autor d'un text jeroglífic en un obelisc, però la traducció era massa imprecisa per a ser útil per entendre els principis del sistema d'escriptura. L'única discussió extensa sobre els jeroglífics que ha perviscut fins als temps moderns fou Hieroglyphica, una obra escrita probablement el segle iv atribuïda a un home anomenat Horapol·lo que tracta els significats dels jeroglífics individuals, malgrat que no analitza com aquests signes eren utilitzats per formar frases. Alguns dels significats que descriu són correctes però d'altres no, i tots són explicats erròniament com a al·legories. Per exemple, Horapol·lo afirma que una imatge d'una oca significa «fill» perquè es diu que les oques estimen els seus fills més que no pas cap altre animal; la realitat és, però, que els egipcis utilitzaven el jeroglífic d'una oca perquè les paraules egípcies per a «oca» i «fill» contenien les mateixes consonants.
Tant el jeroglífic com el demòtic començaren a desaparèixer al segle iii. Moriren els sacerdocis centrats en temples i amb el declivi de la religió de l'antic Egipte, el territori fou progressivament convertit al cristianisme; com que els cristians egipcis escrivien en l'alfabet copte, derivat del grec, aquest acabà per suplantar el demòtic. L'últim text jeroglífic, la inscripció d'Esmet-Akhom, fou escrita per sacerdots al temple d'Isis a Files el 394 dC, i l'últim text demòtic també hi fou inscrit el 452 dC. Gran part de la història del primer mil·lenni aC fou enregistrada en escriptures egípcies o en cuneïforme, el sistema d'escriptura de Mesopotàmia. Amb la pèrdua del coneixement d'aquests dos sistemes, els únics registres del passat distant provenien de fonts limitades i distorsionades. L'exemple egipci més important d'una font d'aquest tipus fou Història d'Egipte (Aegyptiaka), una història del país escrita per un sacerdot egipci anomenat Manetó al segle iii aC. El text original es perdé i només pervisqué en resums i citacions d'autors romans.
La majoria d'egipcis continuaren parlant copte, l'última forma de la llengua egípcia, fins força després de la conquesta àrab d'Egipte el 642 dC, malgrat que perdé gradualment terreny davant de l'àrab. El copte començà a morir cap al segle XII, i a partir d'aquest moment sobrevisqué principalment com a llengua litúrgica de l'església copta.

## Primers intents de desxiframent

### Món islàmic medieval

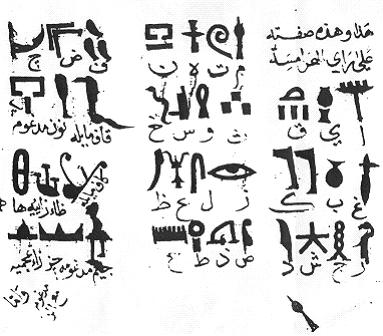
L'intent de traducció dels jeroglífics per part d'Ibn Wahxiyya

Els erudits àrabs estaven al cas de la connexió entre el copte i l'antiga llengua egípcia, i fins i tot es creia que els monjos coptes durant els temps islàmics entenien les escriptures antigues. Es diu que molts erudits àrabs dels segles VII al XIV, entre els quals Jàbir ibn Hayyan i Ayub ibn Maslama, haurien estat capaços d'entendre els jeroglífics, encara que aquesta afirmació no pot ser provada perquè les seves obres relatives a aquest tema no han perviscut. Dhul-Nun al-Misri i Ibn Wahxiyya, als segles IX i X, escrigueren tractats que contenien dotzenes d'escriptures conegudes al món islàmic, entre les quals hi havia jeroglífics i taules que n'explicaven els significats. En el segle xiii o XIV, Abu al-Qasim al-Iraqi copià un antic text egipci i assignà valors fonètics a molts jeroglífics.
L'egiptòleg Okasha El-Daly argumentà que les taules de jeroglífics de les obres d'Ibn Wahxiyya i Abu al-Qasim identificaren correctament el significat de molts dels signes. Altres investigadors, però, s'han mostrat escèptics pel que fa a les afirmacions d'Ibn Wahxiyya segons les quals entenia els textos; Tara Stephan, una investigadora del món islàmic medieval, diu que El-Daly «sobreemfatitza enormement la precisió d'Ibn Wahxiyya». Ibn Wahxiyya i Abu al-Qasim reconegueren que els jeroglífics podien funcionar tant fonèticament com simbòlicament, cosa que no fou descoberta a Europa fins segles més tard.

### Segles XV–XVII

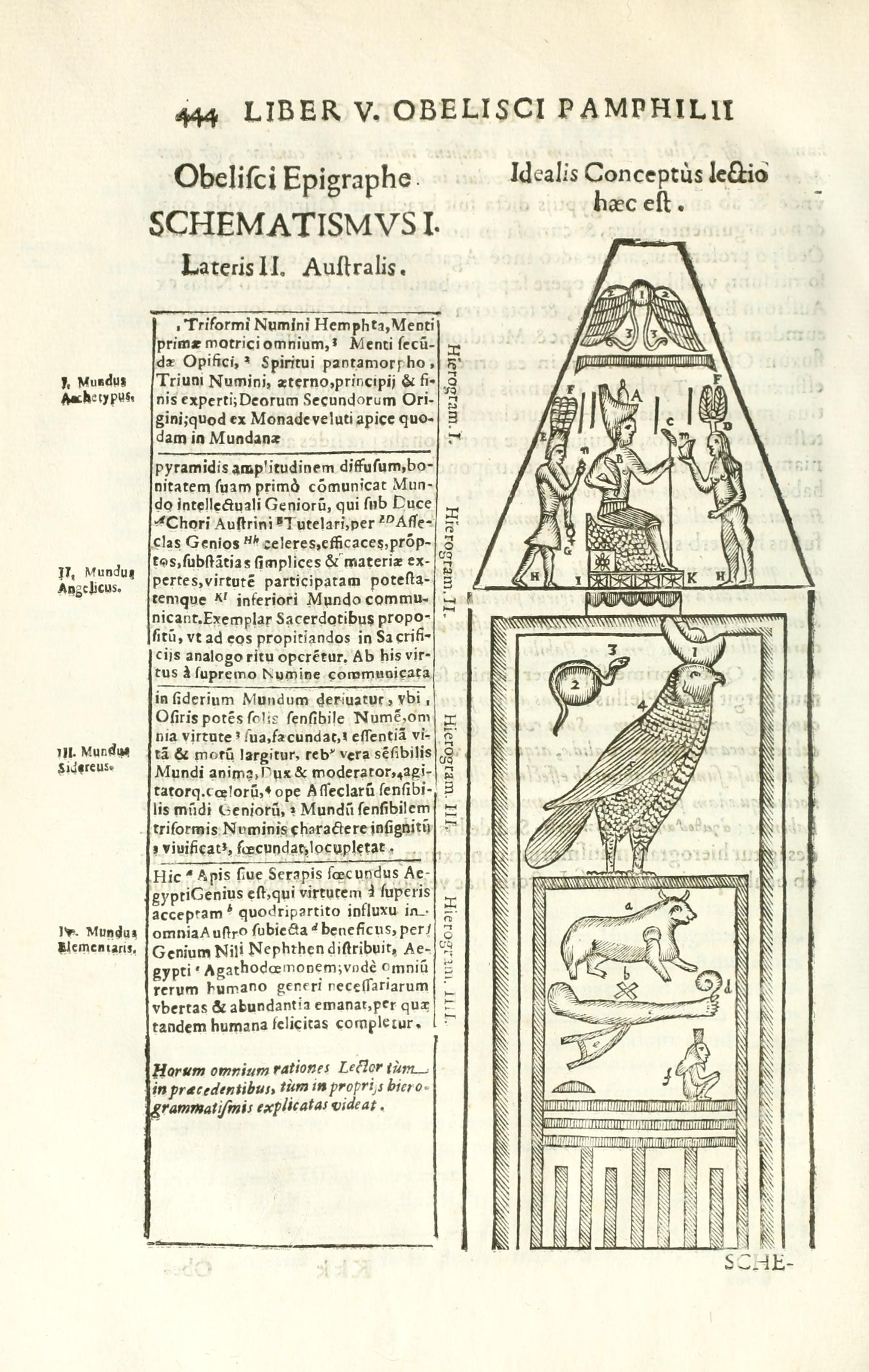
Una pàgina de lObeliscus Pamphilius d'Athanasius Kircher's (1650), amb traduccions fantasioses de les figures i jeroglífics d'un obelisc de Roma

Durant el Renaixement els europeus s'interessaren pels jeroglífics, particularment als voltants del 1422 quan Cristòfor Buondelmonti descobrí una còpia del Hieroglyphica d'Horapol·lo a Grècia i la mostrà a antiquaris com Niccolò de' Niccoli i Poggio Bracciolini. Poggio reconegué que hi havia textos jeroglífics en obeliscs i altres artefactes egipcis importats a Europa durant els temps romans, però els antiquaris mai intentaren desxifrar aquests textos. Influenciats per Horapol·lo i Plotí, veien els jeroglífics com una forma de comunicació universal basada en imatges, i no pas com un mitjà per plasmar una llengua parlada. A partir d'aquesta creença emergí la tradició artística renaixentista d'utilitzar un simbolisme obscur basat vagament en l'imaginari descrit per Horapol·lo, tradició de la qual fou pioner Francesco Colonna amb el seu llibre de 1499 Hypnerotomachia Poliphili.
Els europeus també desconeixien l'existència del copte. Els acadèmics de vegades obtenien manuscrits coptes, però en el segle XVI –quan començaren a estudiar seriosament l'idioma– la capacitat de llegir-lo segurament es limitava a monjos coptes, i cap europeu de l'època tingué l'oportunitat d'aprendre'n, ja que no viatjaven fora d'Egipte. Els acadèmics tampoc estaven segurs de si el copte era un descendent de la llengua dels antics egipcis: en comptes d'això, molts creien que tenia relació amb altres llengües de l'Antic Orient Pròxim.
El primer europeu que trobà sentit al copte fou Athanasius Kircher, un jesuïta i polímata de mitjan segle xvii. Basant la seva obra en gramàtiques àrabs i diccionaris del copte adquirits a Egipte pel viatjant italià Pietro Della Valle, Kircher produí traduccions i gramàtiques esbiaixades però pioneres durant les dècades de 1630 i 1640. Suposà que el copte derivava de la llengua dels antics egipcis; la seva obra sobre aquest tema fou la preparació pel seu objectiu últim, el desxiframent del sistema d'escriptura jeroglífic.
Segons el diccionari biogràfic estàndard d'Egiptologia, «Kircher ha esdevingut, potser injustament, el símbol de tot allò que és absurd i fantàstic en la història del desxiframent dels jeroglífics egipcis». Kircher pensava que els egipcis creien en una antiga tradició teològica que hauria precedit el cristianisme, i tenia l'esperança de comprendre dita tradició per mitjà dels jeroglífics. Com els seus predecessors renaixentistes, creia que els jeroglífics representaven una forma abstracta de comunicació més que no pas una llengua. Traduir tal sistema de comunicació d'una manera congruent i fiable era impossible. Per tant, en les seves obres sobre jeroglífics com Oedipus Aegyptiacus (1652–1655), Kircher avançà amb conjectures basades en el seu coneixement sobre les antigues creences egípcies, derivades dels textos coptes que havia llegit i de texts antics que creia que contenien tradicions derivades d'Egipte. Les seves traduccions convertiren textos curts que contenien tan sols uns pocs caràcters jeroglífics en llargues frases d'idees esotèriques. A diferència d'altres acadèmics europeus anteriors, Kircher s'adonà que els jeroglífics podien funcionar fonèticament, malgrat que considerà aquesta funció com un desenvolupament tardà. També reconegué que un jeroglífic, 𓈗, representava l'aigua i que fonèticament estava relacionat amb la paraula copta per l'aigua, mu, així com amb el so de m. Esdevingué així, doncs, el primer europeu a identificar correctament un valor fonètic d'un jeroglífic.
Encara que les assumpcions bàsiques de Kircher foren compartides pels seus contemporanis, la majoria d'acadèmics rebutjaren o fins i tot ridiculitzaren les seves traduccions. Tanmateix, el seu argument segons el qual el copte derivava de l'antiga llengua egípcia fou majoritàriament acceptat.

### Segle XVIII

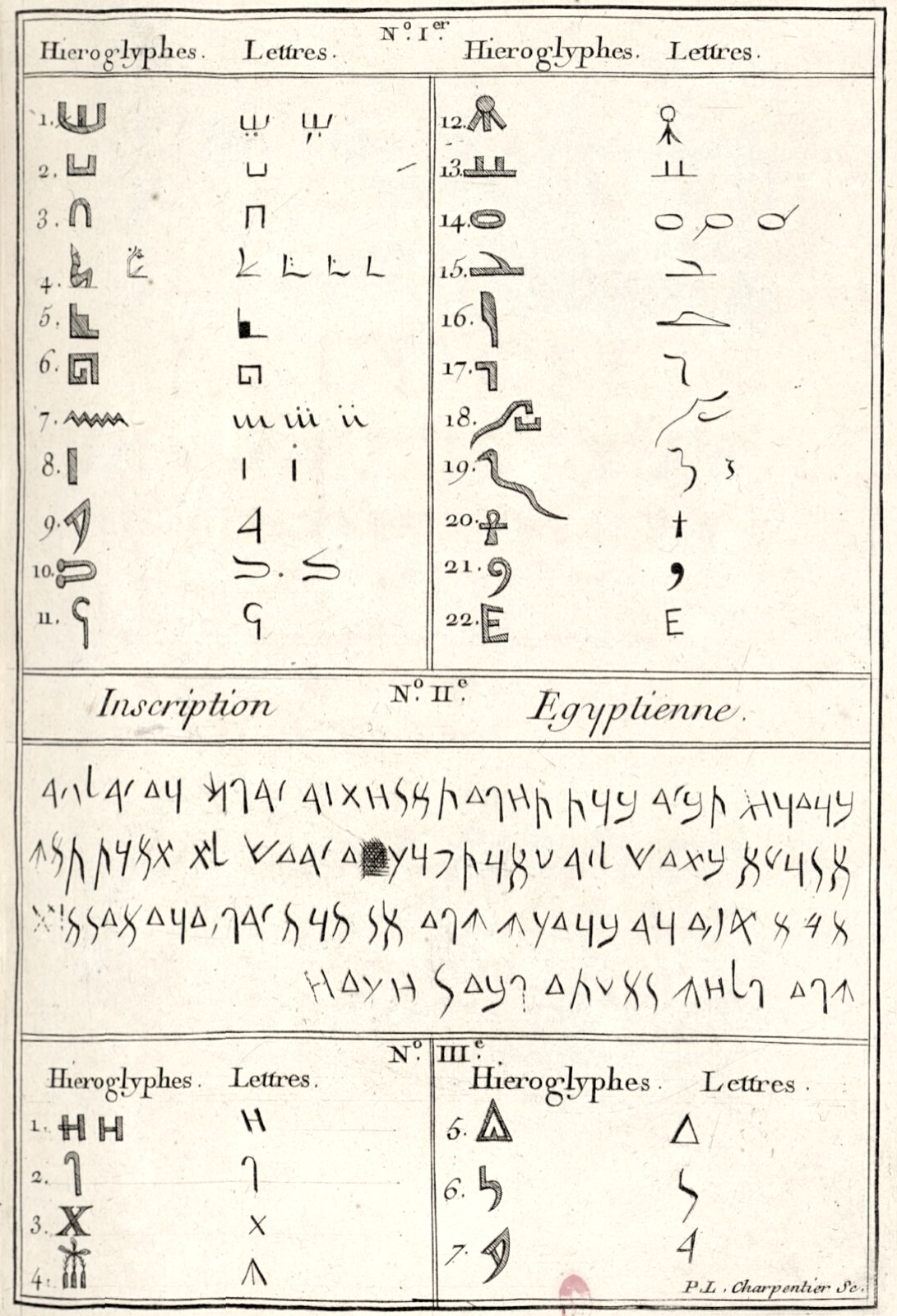
Pàgina del Recueil d'antiquités égyptiennes d'Anne Claude de Caylus, 1752, que compara els jeroglífics amb signes similars d'altres sistemes d'escriptura egipcis.

Pràcticament ningú no intentà desxifrar jeroglífics les dècades posteriors als treballs de Kircher, encara que alguns acadèmics feren propostes sobre el sistema d'escriptura que posteriorment es demostraren correctes. El tractat religiós de William Warburton The Divine Legation of Moses, publicat entre 1738 i 1741, incloïa una extensa digressió sobre els jeroglífics i l'evolució de l'escriptura. Argumentava que els jeroglífics no foren inventats per a codificar secrets religiosos sinó per a propòsits pràctics, com qualsevol altre sistema d'escriptura, i que el sistema d'escriptura fonètic egipci mencionat per Climent d'Alexandria en derivava. L'enfocament de Warburton, malgrat ser purament teòric, creà el marc de treball per la comprensió dels jeroglífics que dominaria els cercles acadèmics durant el que restava de segle.
El contacte dels europeus amb Egipte augmentà durant el segle xviii. Més europeus visitaven el país, veien les antigues inscripcions de primera mà i, a mesura que col·leccionaven antiguitats, la quantitat de textos disponibles per l'estudi augmentava. Jean-Pierre Rigord es convertí en el primer europeu a identificar un text de l'antic Egipte sense jeroglífics el 1704, i Bernard de Montfaucon publicà un ampli recull de tals textos el 1724. Anne Claude de Caylus recopilà i publicà un gran nombre d'inscripcions egípcies entre 1752 i 1767, assistida per Jean-Jacques Barthélemy. La seva obra apuntava que els sistemes d'escriptura no jeroglífics egipcis semblaven contenir signes derivats dels jeroglífics; Barthélemy també s'adonà dels anells ovals que encerclaven grups de signes en molts textos jeroglífics (que més tard serien coneguts com a cartutxos), i el 1762 suggerí que contenien els noms de reis o déus. Carsten Niebuhr, que visità Egipte la dècada de 1760, produí la primera llista sistemàtica, encara que incompleta, de signes jeroglífics distints. També mostrà la distinció entre el text jeroglífic i les il·lustracions que l'acompanyaven; acadèmics precedents els havien confós. Joseph de Guignes, un dels molts acadèmics de l'època que especulaven que la Xina havia tingut alguna mena de connexió històrica amb l'antic Egipte, creia que l'escriptura xinesa descendia dels jeroglífics. El 1785 repetí la idea que Barthélémy tenia sobre els cartutxos, comparant-la amb la pràctica xinesa de col·locar els noms propis separats del text del seu costat.
Georg Zoëga, l'acadèmic del copte més reconegut de finals del segle xviii, feu força aportacions respecte als jeroglífics en la seva obra De origine et usu obeliscorum (1797), un compendi de coneixement sobre l'antic Egipte. Catalogà els signes jeroglífics i conclogué que existien massa pocs signes distints perquè cadascun d'ells representés una sola paraula; per tant, per produir un vocabulari complet, o bé cada signe havia de tenir múltiples significats o bé el seu significat havia de canviar en combinar-se amb d'altres. S'adonà que la direcció dels signes indicava la direcció en la qual s'havia de llegir el text, i suggerí que alguns dels signes eren fonètics. Zoëga no intentà desxifrar el sistema d'escriptura, ja que creia que fer-ho requeriria més proves que les que hi havia disponibles a l'Europa de l'època.

## Identificació dels signes

### Pedra de Rosetta

Reconstrucció de l'estela de la pedra de Rosetta sencera tal com podria haver estat originalment, amb els tres registres intactes.

Quan les forces franceses sota el lideratge de Napoleó Bonaparte envaïren Egipte el 1798, Bonaparte comptà en la seva expedició amb un cos de científics i acadèmics, coneguts comunament com els savants, per tal d'estudiar la regió i els seus antics monuments. El juliol de 1799, quan els soldats francesos estaven reconstruint una fortalesa mameluca prop del poble de Rossetta (que ells havien batejat com a Fort Julien), el lloctinent Pierre-François Bouchard s'adonà que una de les pedres d'un mur derruït estava plena d'escriptures. Es tractava d'una estela de l'antic Egipte dividida en tres registres de text, la cantonada inferior dreta i la major part del registre superior de la qual estaven trencats i eren, per tant, il·legibles. La pedra contenia inscripcions en tres sistemes d'escriptura: jeroglífics al registre superior, grec a l'inferior i un sistema no identificat al centre. El text era un decret promulgat el 197 aC per Ptolemeu V que concedia favors als sacerdocis egipcis. L'escrit finalitzava demanant que les còpies del decret fossin inscrites «en caràcters sagrats, natius i grecs» i col·locades als temples egipcis més importants. En llegir aquest fragment de la inscripció grega, el francès s'adonà que la pedra era un corpus paral·lel que podria permetre desxifrar el text egipci relacionant-lo amb la seva traducció grega. Els savants intentaren sense èxit trobar altres fragments de l'estela, i altres textos en grec i egipci que es descobriren eren gairebé totalment il·legibles i inútils per a ajudar al desxiframent. Sí que progressaren, però, amb l'estela: Jean-Joseph Marcel digué que l'escriptura central eren «caràcters en cursiva de l'antic idioma egipci», idèntics a d'altres que havia vist en rotlles de papir. Louis Rémi Raige i ell començaren a comparar el text d'aquest registre amb el del registre grec sota el raonament que el registre central seria més fructífer que el registre jeroglífic, del qual en faltava gran part. Feren suposicions a les posicions dels noms propis al text demòtic, segons la posició d'aquests en el text grec, i aconseguiren identificar la p i la t en el nom de Ptolemeu, però no pogueren avançar més.
Les primeres còpies de les inscripcions de la pedra foren enviades a França el 1800. El 1801, les forces franceses a Egipte foren assetjades per l'Imperi Otomà i el Britànic, i es rendiren en la capitulació d'Alexandria: segons els acords de la capitulació, la pedra de Rosetta passava a ser propietat britànica. Quan la pedra arribà a Gran Bretanya, la Society of Antiquaries of London realitzà gravats del text i els envià a institucions acadèmiques de tot Europa.
Els informes de l'expedició napoleònica feren néixer una mania per l'antic Egipte a Europa. El país es trobava en el caos després de la retirada francesa i britànica, però una vegada Muhàmmad Alí Paixà hagué pres el control el 1805, els col·leccionistes europeus hi viatjaren i començaren a emportar-se nombroses antiguitats. Ningú sabia el context històric d'aquests objectes, però contribuïren a augmentar el corpus de texts que els investigadors podien comparar mentre intentaven desxifrar els sistemes d'escriptura.

### De Sacy, Åkerblad i Young
Antoine-Isaac Silvestre de Sacy, un destacat lingüista francès que havia desxifrat l'escriptura pahlavi persa el 1787, fou dels primers que treballà amb la pedra. Com Marcel i Raige, es concentrà a relacionar el text grec amb l'escriptura demòtica del registre central. Basant-se en Plutarc, assumí que aquest sistema d'escriptura comprenia 25 signes fonètics. De Sacy cercà noms propis grecs dins del text i intentà identificar-ne els signes fonètics, però a part d'identificar els noms de Ptolemeu, Alexandre i Arsínoe no avançà gaire. S'adonà que en demòtic hi havia molt més que 25 signes fonètics i que la inscripció demòtica segurament no era una traducció propera de la grega, la qual cosa convertia la tasca en més complicada. Després de publicar els seus resultats el 1802, deixà de treballar-hi.
El mateix any, de Sacy donà una còpia de les inscripcions a un exestudiant seu, Johan David Åkerblad, un diplomàtic suec i lingüista amateur. Åkerblad tingué molt més èxit, ja que analitzà els mateixos grups de signes que De Sacy, però hi identificà més signes. A les cartes que envià a De Sacy, Åkerblad proposà un alfabet de 29 signes demòtics, la meitat dels quals posteriorment es demostraren correctes, i gràcies al seu coneixement del copte identificà unes quantes paraules demòtiques al text. De Sacy es mostrà escèptic envers els seus resultats i Åkerblad també es rendí. Malgrat els intents d'altres acadèmics es veieren pocs progressos fins més d'una dècada més tard, quan Thomas Young entrà en aquest camp d'estudi.

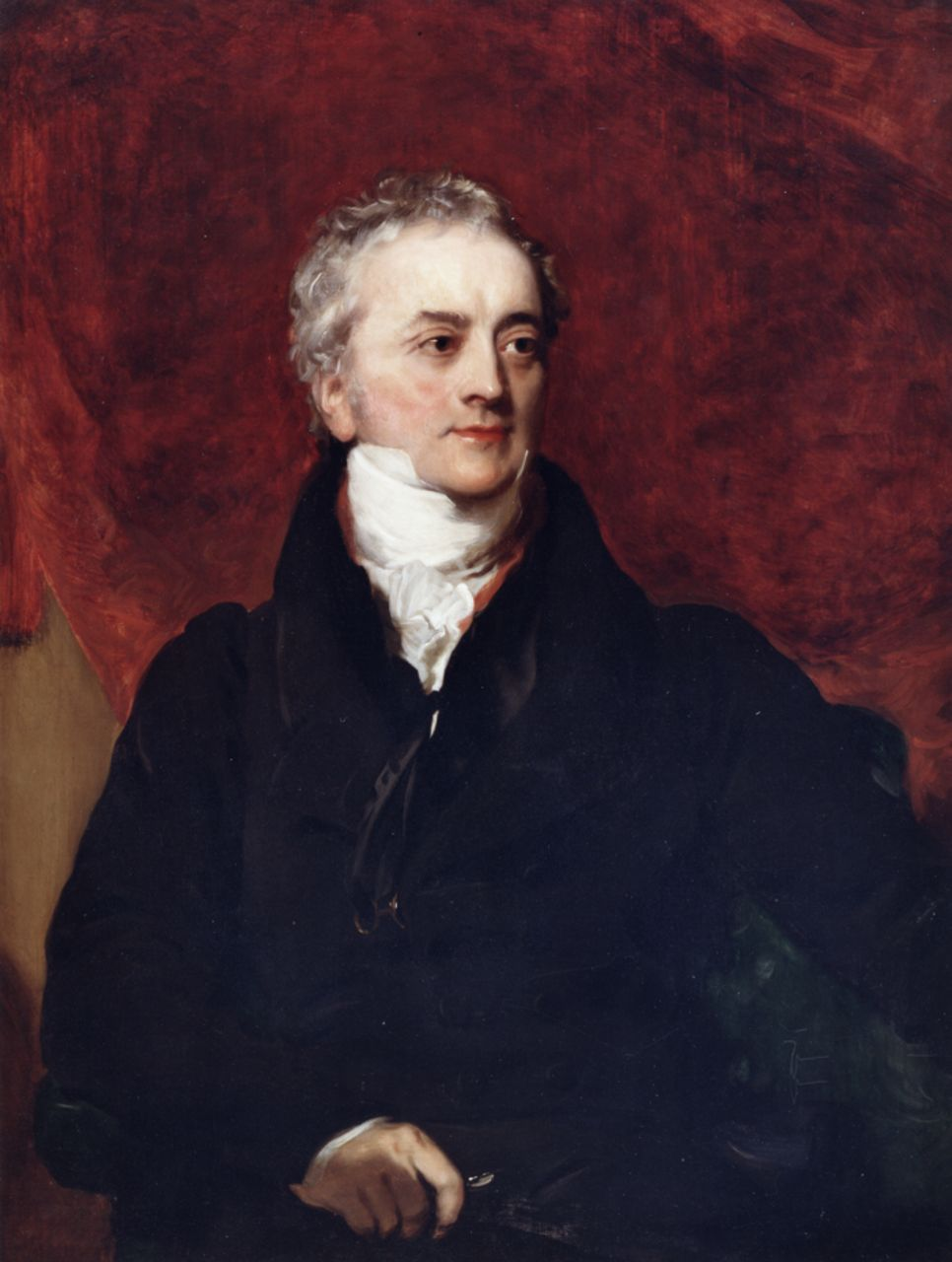
Thomas Young el 1822

Young era un polímata britànic expert en física, medicina i lingüística. Quan girà la seva mirada cap a Egipte era considerat un dels intel·lectuals més importants de l'època. El 1814 començà a escriure's amb De Sacy parlant de la Pedra de Rosetta, i després d'alguns mesos produí el que ell anomenà «traduccions» dels textos jeroglífics i demòtics de la pedra. Eren, de fet, intents de partir els textos en grups de signes per tal de trobar àrees on el text egipci tingués més opcions d'assemblar-se molt al grec; aquest mètode, però, quedà limitat perquè els tres textos no eren traduccions exactes l'un de l'altre. Young passà mesos copiant altres textos egipcis, cosa que li permeté detectar-hi patrons que d'altres no veieren. Com Zoëga, Young reconegué que hi havien massa pocs jeroglífics per tal que cadascun representés només una sola paraula, i suggerí que les paraules es componien de dos o tres jeroglífics cadascuna.
Young s'adonà de les similituds entre els signes demòtics i jeroglífics i conclogué que aquests segons havien evolucionat cap als primers. Si això fos així –raonava Young– el demòtic no podria ser purament un sistema d'escriptura fonètic, sinó que també hauria d'incloure signes ideogràfics derivats dels jeroglífics; escrigué a De Sacy explicant aquest raonament el 1815. Malgrat que tenia esperança de trobar signes fonètics a l'escriptura jeroglífica, estava frustrat per l'àmplia varietat de representacions fonètiques presents al sistema d'escriptura. Conclogué que els jeroglífics fonètics no existien, però amb una excepció important. Al seu article de 1802, De Sacy havia dit que els jeroglífics podrien funcionar d'una manera fonètica quan denotaven paraules forasteres. El 1811 suggerí, després de conèixer una pràctica similar en l'escriptura xinesa, que un cartutx significava una paraula escrita de manera fonètica, com per exemple el nom d'un governant no egipci com Ptolemeu. Young aplicà aquestes idees als cartutxs de la Pedra de Rosetta. Alguns eren curts i contenien només vuit signes, mentre que d'altres contenien aquests mateixos signes seguits de molts més. Young suposà que els cartutxos llargs contenien la forma egípcia del títol donat a Ptolemeu en la inscripció grega: «viu per sempre, amat [del déu] Ptah». Es concentrà, per tant, en els primers vuit signes, que haurien de correspondre a la forma grega del nom, Ptolemaios. Adoptant alguns dels valors fonètics proposats per Åkerblad, Young enllaçà els vuit jeroglífics amb els seus equivalents demòtics i proposà que alguns signes representaven diversos valors fonètics mentre que d'altres només un de sol. Llavors provà d'aplicar els resultats a un cartutx de Berenice –el nom d'una reina ptolemaica–, amb un èxit reduït, malgrat que aconseguí identificar un parell de jeroglífics que marcaven el final del nom femení. El resultat fou un conjunt de tretze valors fonètics de signes demòtics i jeroglífics, sis dels quals eren correctes, tres parcialment correctes i quatre incorrectes.
| p · t | wA | l · M | i | i | s |

| p · t | wA | l · M | i | i | s |

| p · t | wA | l · M | i | i | s |

| p · t | wA | l · M | i | i | s |

| p · t | wA | l · M | i | i | s |

| p · t | wA | l · M | i | i | s |

| p · t | wA | l · M | i | i | s |

| p · t | wA | l · M | i | i | s |

| p |

| p |

| t |

| t |

| wA |

| wA |

| l |

| l |

| M |

| M |

| i | i |

| i | i |

| s |

| s |

Young resumí la seva feina a l'article «Egypt», publicat de manera anònima en un suplement de l'Encyclopædia Britannica el 1819. S'hi presentaven traduccions conjecturals de 218 paraules en demòtic i 200 en jeroglífic, i correlava correctament uns 80 signes jeroglífics amb els seus equivalents demòtics. Tal com l'egiptòleg Francis Llewellyn Griffith afirmà el 1922, els resultats de Young eren «confusos i amb moltes conclusions falses, però el mètode seguit conduïa de manera infal·lible a un desxiframent definitiu». Young, tanmateix, estava menys interessat en els textos mateixos en antic egipci que no pas en els sistemes d'escriptura com un «trencaclosques intel·lectual», i el fet de tenir múltiples interessos científics féu que se li fes complicat concentrar-se en el desxiframent. No aconseguí avançar gaire més en el tema durant els anys posteriors.

### Descobriments de Champollion
A la seva adolescència, Jean-François Champollion tenia una fascinació especial per l'antic Egipte i havia estudiat llengües del Pròxim Orient, entre les quals el copte, sota la tutela de De Sacy i altres. El seu germà, Jacques Joseph Champollion-Figeac, era assistent de Bon-Joseph Dacier, el cap de l'Académie des Inscriptions et Belles-Lettres de París, i des d'aquesta posició proveïa Jean-François dels mitjans necessaris per continuar amb la recerca sobre Egipte. A l'època que Young estava treballant amb els jeroglífics, Champollion ja havia publicat un compendi del coneixement establert sobre l'antic Egipte i havia format un diccionari copte; tanmateix, encara que escrivia molt sobre els sistemes d'escriptura sense desxifrar, no hi feia cap progrés. A inicis de la dècada de 1820, però, la seva contribució es disparà de cop; els detalls de com ho féu són força desconeguts a causa de mancances d'indicis i conflictes presents en els informes contemporanis.
Inicialment, Champollion no féu gaire cas i fins i tot menyspreà el treball de Young, del qual només n'havia vist extractes de la llista de jeroglífics i paraules demòtiques. Després de traslladar-se a París des de Grenoble a mitjans del 1821 hauria estat més factible que pogués obtenir-ne una còpia completa, però no se sap si l'aconseguí. Fou més o menys en aquest moment que desvià la seva atenció cap a la identificació de sons fonètics dels cartutxos.
Una pista crucial provingué de l'obelisc de File, un obelisc que conté inscripcions tant egípcies com gregues. William John Bankes, un col·leccionista d'antiguitats anglès, féu enviar l'obelisc d'Egipte a Anglaterra i en copià les inscripcions. Aquestes no eren un sol text bilingüe com el de la pedra de Rosetta, tal com assumí Bankes, però ambdues contenien els noms «Ptolemeu» i «Cleòpatra», les versions en jeroglífics dels quals estaven contingudes en cartutxos. El cartutx de Ptolemeu era plenament identificable gràcies a la pedra de Rosetta, però Bankes només pogué fer una suposició que el segon representava el nom de Cleòpatra. Champollion, que veié la còpia el gener de 1822, tractà el cartutx com el de Cleòpatra, però mai digué com l'identificà; ho podria haver fet de moltes maneres gràcies a diferents proves i evidències que tenia a disposició. Bankes assumí amb ràbia que Champollion havia robat el seu suggeriment sense acreditar-lo i rebutjà oferir-li cap mena d'ajuda en el futur.
Champollion desgranà els jeroglífics del nom de Ptolemeu d'una manera diferent que Young i s'adonà que tres dels signes fonètics que havia conjecturat —p, l i o— també es trobaven al cartutx de Cleòpatra. Un quart signe, e, era representat per un sol jeroglífic al cartutx de Cleòpatra i una versió doble del mateix glif al cartutx de Ptolemeu. Un cinquè so, t, semblava estar escrit amb signes diferents en cada cartutx, però Champollion decidí que aquests signes havien de ser homòfons, és a dir, diferents signes expressant un mateix so. Procedí llavors a provar aquestes lletres en altres cartutxos i aconseguí identificar els noms de molts governants grecs i romans d'Egipte i extrapolar els valors d'encara més lletres.
| p · t | wA | l · M | i | i | s |

| p · t | wA | l · M | i | i | s |

| p · t | wA | l · M | i | i | s |

| p · t | wA | l · M | i | i | s |

| p · t | wA | l · M | i | i | s |

| p · t | wA | l · M | i | i | s |

| p · t | wA | l · M | i | i | s |

| p · t | wA | l · M | i | i | s |

| p |

| p |

| t |

| t |

| wA |

| wA |

| l |

| l |

| M |

| M |

| i | i |

| i | i |

| s |

| s |

| q · l | i | wA | p | A | d · r | A | t · H8 |

| q · l | i | wA | p | A | d · r | A | t · H8 |

| q · l | i | wA | p | A | d · r | A | t · H8 |

| q · l | i | wA | p | A | d · r | A | t · H8 |

| q · l | i | wA | p | A | d · r | A | t · H8 |

| q · l | i | wA | p | A | d · r | A | t · H8 |

| q · l | i | wA | p | A | d · r | A | t · H8 |

| q · l | i | wA | p | A | d · r | A | t · H8 |

| q |

| q |

| l |

| l |

| i |

| i |

| wA |

| wA |

| p |

| p |

| A |

| A |

| d |

| d |

| r |

| r |

| t · H8 |

| t · H8 |

El juliol, Champollion rebaté una anàlisi feta per Jean-Baptiste Biot del text que envoltava un relleu d'un temple egipci conegut com a Zodíac de Dendera. En fer-ho destacà que els jeroglífics dels estels del text semblaven indicar que les paraules properes es referien a quelcom relacionat amb els estels, com podrien ser constel·lacions. Anomenà els signes utilitzats d'aquesta manera "signes del tipus", encara que més tard els batejaria com a "determinatius".
Champollion anuncià les seves propostes de lectura dels cartutxos grecoromans a Lettre à M. Dacier, obra que completà el 22 de setembre de 1822. Llegí la carta a l'Académie el 27 de setembre, i Young estava entre l'audiència. Aquesta carta és considerada habitualment el document fundacional de l'egiptologia, però realment representà només un avanç modest respecte el treball de Young. Suggeria, sense entrar en detalls, que en el passat distant d'Egipte es podrien haver utilitzat signes fonètics per a escriure noms propis. Com Champollion arribà a aquesta conclusió no es troba per escrit en cap font contemporània; textos propis seus suggereixen que una de les claus de la seva conclusió fou que la Llista d'Abidos contenia el nom de «Ramsès», un nom reial que es trobava a les obres de Manetó, i qua algunes de les altres evidències que trobà provenien de còpies d'inscripcions d'Egipte fetes per Jean-Nicolas Huyot.
Segons Hermine Hartleben, que escrigué la biografia més detallada de Champollion el 1906, el descobriment arribà el 14 de setembre de 1822, uns dies abans que fos escrita la Lettre, mentre Champollion analitzava les còpies d'inscripcions egípcies de Huyot. Un cartutx d'Abu Simbel contenia quatre signes jeroglífics. Champollion suposà –o bé dibuixà seguint la mateixa suposició feta per Young al seu article de Britannica– que el primer signe circular representava el sol. La paraula copta per «sol» era 're'. El signe que apareixia dos cops al final del cartutx representava «s» al cartutx de Ptolemeu. Si el nom del cartutx començava per «Re» i acabava per «ss», podria coincidir amb «Ramsès», nom de diversos reis que apareixen a les obres de Manetó, la qual cosa suggeriria que el signe del mig representava m. Això ho confirmà la pedra de Rosetta, en la qual els signes de m i s apareixen junts en un punt que correspon a la paraula «naixement» al text grec; en copte, la paraula corresponent a «naixement» és 'mise'. Un altre cartutx contenia els tres signes, dos d'ells idèntics que en el cartutx de Ramsès. El primer signe, un ibis, era conegut com un símbol del déu Thoth. Si els altres dos signes tinguessin els mateixos valors que en el cartutx de Ramsès, el nom del segon cartutx seria Thothmes, corresponent al nom reial de «Tuthmosis» mencionat per Manetó. Es tractava de reis natius d'Egipte, molt anteriors a la dominació grega, i malgrat això l'escriptura dels seus noms era parcialment fonètica. En aquest moment, Champollion parà atenció al títol de Ptolemeu trobat als cartutxos més llargs de la pedra de Rosetta. Champollion conegué les paraules coptes corresponents al text grec i confirmà que els jeroglífics fonètics tals com p i t corresponien a aquestes paraules. A partir d'aquí pogué suposar els significats fonètics de molts més signes. Segons les paraules del seu nebot, quan féu aquests descobriments Champollion cuità cap a l'oficina del seu germà a l'Académie des Inscriptions, llançà un plec d'inscripcions copiades, cridà Je tiens mon affaire! ('Ho he aconseguit!') i es desplomà en un desmai que li durà dies.
Durant els següents mesos, Champollion aplicà el seu alfabet jeroglífic a moltes inscripcions egípcies i pogué identificar dotzenes de títols i noms reials. Durant aquest període, ell i l'orientalista Antoine-Jean Saint-Martin examinaren la gerra de Caylus, que contenia un cartutx jeroglífic i també text en cuneïforme persa. Saint-Martin creia que el text cuneïforme contenia el nom de Xerxes I, rei de l'Imperi Aquemènida del segle v aC el reialme del qual incloïa Egipte. Champollion confirmà que els signes identificables al cartutx coincidien amb el nom de Xerxes, la qual cosa reforçà l'evidència que els jeroglífics fonètics ja es feien servir abans del domini grec d'Egipte. Aquest fet fou un gran pas endavant en el desxiframent del cuneïforme.
En aquesta època Champollion féu un segon descobriment important. Malgrat que comptà uns 860 signes jeroglífics, un grapat d'aquests conformaven sempre una gran proporció de qualsevol text. També llegí un estudi recent del xinès fet per Abel Rémusat, el qual demostrava que l'escriptura xinesa utilitzava caràcters fonètics de manera extensiva i que els seus signes ideogràfics s'havien de combinar en moltes lligadures per formar el vocabulari complet de la llengua. Pocs jeroglífics semblaven ser lligadures, i Champollion havia identificat el nom d'Antínous, un romà sense sang reial, escrit en jeroglífics sense cartutx al costat de caràcters que semblaven ideogràfics: per tant, els signes fonètics no estaven limitats a estar continguts dins de cartutxos. Amb l'objectiu de comprovar el que sospitava, Champollion va comparar textos jeroglífics que semblaven tenir el mateix contingut i notà discrepàncies en el lletrejat, la qual cosa indicava la presència d'homòfons. Comparà llavors la llista resultant d'homòfons amb la taula de signes fonètics de la seva obra sobre els cartutxos i s'adonà que coincidien.

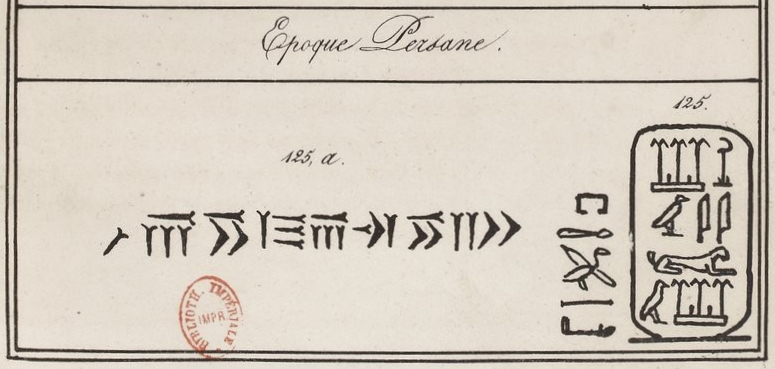
Lletrejats jeroglífic i cuneïforme del nom de Xerxes I a la gerra de Caylus, copiats al Précis du système hiéroglyphique

Champollion anuncià aquests descobriments a l'Académie des Inscriptions l'abril de 1823. A partir d'aquest punt, progressà ràpidament en la identificació de nous signes i paraules. Conclogué que els signes fonètics conformaven un alfabet consonàntic en el qual les vocals només s'escrivien a vegades. Un resum de les seves troballes, publicat el 1824 com a Précis du système hiéroglyphique, denotava que «l'escriptura jeroglífica és un sistema complex, un sistema d'escriptura a la vegada figuratiu, simbòlic i fonètic, dins d'un mateix text, dins d'una mateixa frase i, podria fins i tot dir, en una mateixa paraula». Al Précis identificà centenars de paraules jeroglífiques, descrigué les diferències entre els jeroglífics i altres sistemes d'escriptura, analitzà noms propis i els usos dels cartutxos, i descrigué part de la gramàtica de la llengua. Champollion, per tant, passà de desxifrar un sistema d'escriptura a traduir-ne la llengua subjacent.

### Disputes
La Lettre à M. Dacier mencionava que Young havia treballat en el demòtic i es referia també al seu intent de desxifrar el nom de Berenice, però no parlava del fet que la descomposició del nom de Ptolemeu i de la detecció de la terminació femenina del nom –que també es trobava al nom de Cleòpatra a l'obelisc de Files– havien estat descobriments seus. Young creia que aquests descobriments havien permès el progrés de Champollion i, per tant, esperava rebre molt més reconeixement per qualsevol avanç que fes Champollion. En correspondència privada, poc després de llegir la Lettre, Young cità un francès dient que «és el primer pas el que compta», encara que també digué que «si [Champollion] manllevà una clau anglesa, el pany estava tan terriblement oxidat que cap braç normal seria prou fort per fer-la girar».
El 1823 Young publicà un llibre sobre el seu treball d'Egipte, An Account of Some Recent Discoveries in Hieroglyphical Literature and Egyptian Antiquities ('Un informe d'alguns descobriments recents en literatura jeroglífica i antiguitats egípcies'), i respongué al menyspreu de Champollion al subtítol: «Incloent-hi l'alfabet jeroglífic original de l'autor, tal com l'expandí el Sr. Champollion». Champollion respongué irat que «mai consentiré que es reconegui cap altre alfabet original que el meu, sempre que es tracti de l'alfabet jeroglífic com a tal». El Précis de l'any següent reconeixia el treball de Young, però Champollion hi digué que havia arribat a les seves conclusions de manera independent, sense haver vist l'article de Young a Britannica. L'opinió acadèmica des de llavors ha estat dividida respecte a si Champollion va dir la veritat o no. Young continuà empenyent per obtenir un reconeixement més important, tot expressant una barreja d'admiració de l'obra de Champollion i d'escepticisme sobre algunes de les seves conclusions. La relació entre ambdós fluctuà entre cordial i conflictiva fins a la mort de Young el 1829.
Mentre continuava treballant en els jeroglífics –cometent errors i assolint èxits–, Champollion estava enredat en disputes amb acadèmics que rebutjaven la validesa de la seva obra. Entre ells hi havia Edme Jomard, un veterà de l'expedició de Napoleó, i Heinrich Julius Klaproth, un orientalista alemany. Al mateix temps, altres acadèmics el defensaven. L'acadèmic que es mantingué més temps contra el desxiframent de Champollion fou Gustav Seyffarth; la seva oposició al treball de Champollion culminà en un enfrontament públic amb ell el 1826, i continuà defensant el seu propi enfocament als jeroglífics fins a la seva mort el 1885.
A mesura que la naturalesa dels jeroglífics s'anà esclarint, els detractors d'aquesta mena desaparegueren, però el debat sobre quanta part de l'obra de Champollion es deu a Young continua, i la rivalitat nacionalista entre francesos i anglesos complica l'assumpte. Els egiptòlegs solen ser refractaris a criticar Champollion, que veuen com un fundador de la seva disciplina i, per extensió, poden ser reticents a acreditar Young. L'egiptòleg Richard Parkinson pren una posició moderada: «fins i tot si hom concedeix que Champollion estava més familiaritzat amb l'obra inicial de Young que no pas ell deia, roman com el desxifrador del sistema d'escriptura jeroglífic.... Young descobrí parts d'un alfabet –una clau– però Champollion desbloquejà tota una llengua sencera».

## Lectura dels textos

### Young i el demòtic
El treball de Young sobre els jeroglífics disminuí durant la dècada de 1820, però continuà investigant sobre el demòtic gràcies a un descobriment fortuït. Una de les seves fonts per a l'estudi del sistema d'escriptura fou un text en una col·lecció coneguda com a Papirs de Casati: Young hi havia identificar diversos noms grecs. El novembre de 1822 un conegut seu, George Francis Grey, li féu arribar una caixa de papirs grecs trobats a Egipte. Quan els examinà, Young s'adonà que dos d'ells eren traduccions de textos demòtics dels Papirs de Casati; els dos textos eren versions del mateix document, en grec i demòtic, que enregistraven la venda d'una porció de les ofrenes fetes en nom d'un grup d'egipcis morts. Feia molt que Young intentava obtenir un altre text bilingüe a part de la pedra de Rosetta; amb aquests textos féu un gran avanç durant els anys següents. A mitjan dècada de 1820 s'entretingué amb altres interessos, però el 1827 l'estimulà una carta d'un acadèmic italià del copte, Amedeo Peyron, que deia que l'hàbit de Young de canviar freqüentment d'un tema a l'altre complicava els seus assoliments, i que podria aconseguir molt més si es concentrés en l'antic Egipte. Young, a partir de llavors, passà els dos últims anys de la seva vida treballant en el demòtic. Fins i tot en cert moment consultà Champollion –que llavors era conservador del Museu del Louvre–, qui el tractà de manera amigable, li donà accés als seus apunts sobre el demòtic i passà hores mostrant-li els textos demòtics de la col·lecció del museu. L'obra de Young Rudiments of an Egyptian Dictionary in the Ancient Enchorial Character fou publicada pòstumament el 1831; incloïda una traducció completa d'un text i amplis trossos del text de la pedra de Rosetta. Segons l'egiptòleg John Ray, Young «segurament es mereix ser conegut com el desxifrador del demòtic».

### Darrers anys de Champollion
L'any 1824 la pedra de Rosetta, amb el seu limitat text jeroglífic, ja resultava irrellevant de cara al progrés de la comprensió dels jeroglífics. Champollion necessitava més textos per estudiar i, a França, n'hi havia pocs de disponibles. De 1824 a 1826 féu dues visites a Itàlia i estudià les antiguitats egípcies que s'hi trobaven, concretament les que s'havien enviat feia poc des d'Egipte al Museo Egizio de Torí. Llegint les inscripcions de dotzenes d'estàtues i esteles, Champollion fou la primera persona en segles a identificar els reis que les havien encarregat, encara que en alguns casos les identificacions que féu foren incorrectes. També donà un cop d'ull als papirs del museu i fou capaç de comprendre de què tractaven. Un papir particularment interessant era el Cànon reial de Torí, el qual llistava els governants egipcis i la durada dels seus regnats fins al segle XIII aC: aquest papir donà, al cap dels anys, un marc de treball de la cronologia de la història d'Egipte, però quan Champollion el veié es trobava totalment fragmentat. Mentre era a Itàlia, Champollion també es féu col·lega d'Ippolito Rosellini, un lingüista pisà que fou contagiat pel primer del seu fervor per l'antic Egipte i començà a estudiar-lo amb ell. Champollion també treballà en la composició de la col·lecció d'antiguitats egípcies del Louvre, entre les quals els textos que més tard ensenyaria a Young. El 1827 publicà una revisió del Précis que incloïa les seves últimes troballes.
Els antiquaris que vivien a Egipte –especialment John Gardner Wilkinson– ja aplicaven les troballes de Champollion als textos d'allí. Champollion i Rosellini volien, però, fer-ho ells mateixos, i juntament amb alguns altres artistes i acadèmics formaren una expedició franco-toscana a Egipte. En ruta cap al país africà, Champollion s'aturà a donar un cop d'ull a un papir que pertanyia a un comerciant d'antiguitats francès: era una còpia de les Instruccions d'Amenemhat, una obra de literatura d'ensenyaments (sebayt) escrita com a consell pòstum d'Amenemhat I al seu fill i successor. El text esdevingué la primera obra de la literatura de l'antic Egipte a ser llegida, malgrat que Champollion no el pogué llegir prou bé per comprendre totalment de què es tractava. El 1828 i 1829, l'expedició resseguí tota la llargada egípcia del Nil, fent còpies i recopilant antiguitats. Després d'estudiar molts textos, Champollion estava segur que el seu sistema era aplicable a textos jeroglífics de tots els períodes de la història d'Egipte, i sembla que encunyà el terme «determinatiu» en aquest moment.
Una vegada retornat d'Egipte, Champollion dedicà bona part del seu temps a elaborar una descripció completa de la llengua egípcia, però li quedava poc temps per acabar-la: a partir de les darreries de 1831 patí una sèrie d'atacs de cor que l'anaren debilitant progressivament, i acabà morint el març de 1832.

### Després de Champollion

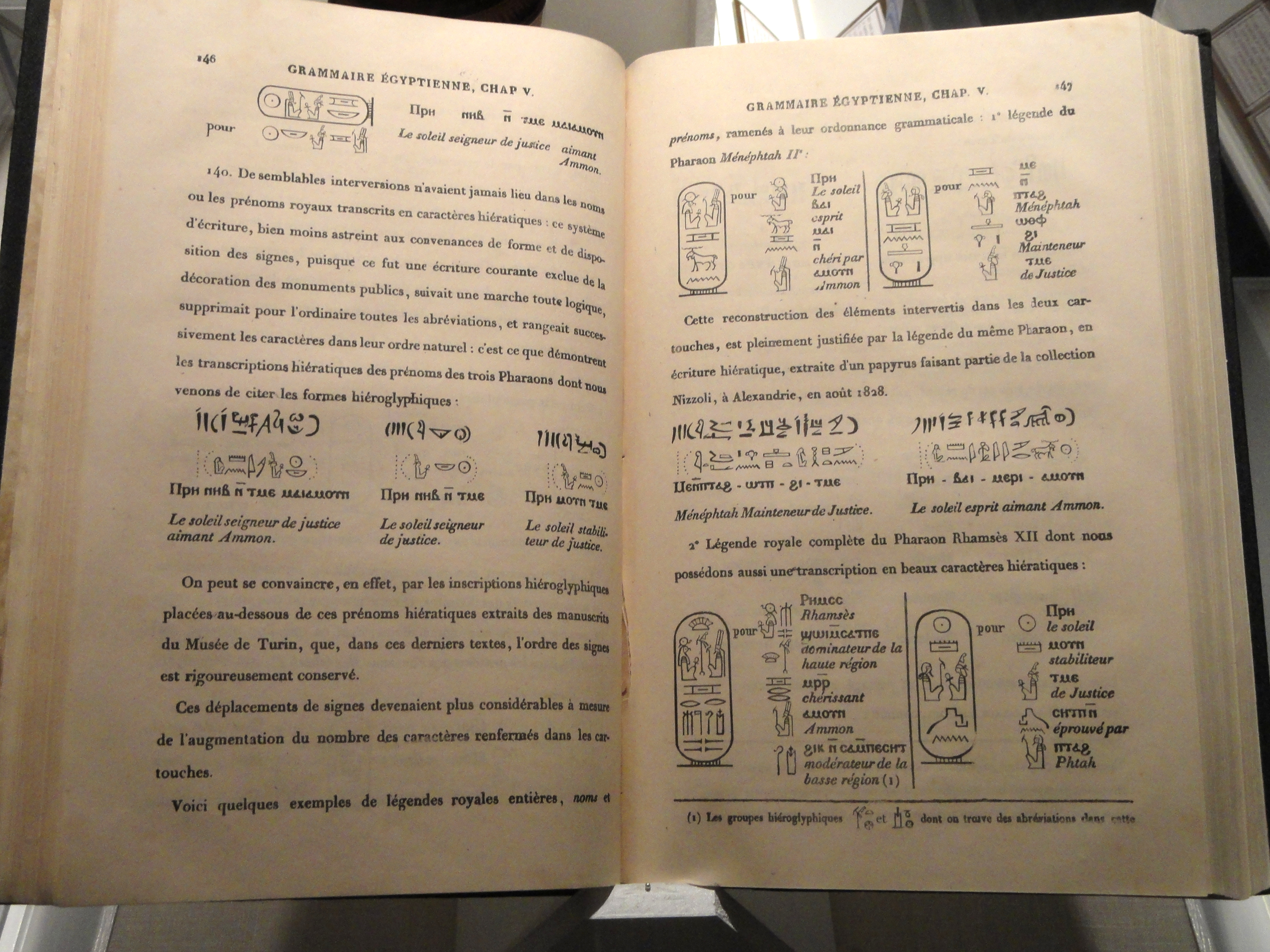
Grammaire égyptienne de Champollion

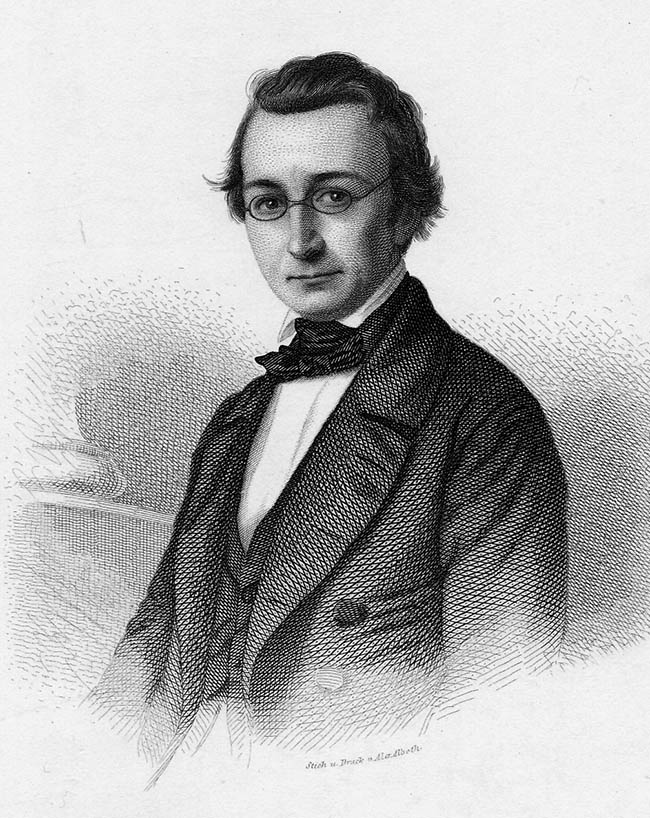
Retrat de Karl Richard Lepsius al voltant de 1850

Champollion-Figeac publicà la Grammaire égyptienne del seu germà així com un diccionari complementari per fascicles entre 1836 i 1841. Ambdós eren incomplets, especialment el diccionari, organitzat de manera confusa i amb moltes traduccions conjecturals. Les deficiències d'aquestes obres reflectien la incompletesa de la comprensió de l'egipci després de la mort de Champollion. Sovint, Champollion s'equivocava sobreestimant la similitud entre l'egipci clàssic i el copte. Tal com Griffith escrigué el 1922, «en realitat el copte és un derivat remot de l'antic egipci, igual que el francès del llatí; en alguns casos, per tant, les transcripcions provisionals de Champollion produïen paraules coptes bones, malgrat que majoritàriament eren sense significat o impossibles, i en la transcripció de frases bé la sintaxi copta era irremeiablement violada o l'ordre de les paraules jeroglífiques havia de ser invertit. Tot això era realment molt desconcertant i confús». Champollion tampoc sabia que els signes podien lletrejar dues o tres consonants així com tan sols una; en comptes d'això, pensava que cada signe fonètic representava un sol so, i que cada so tenia moltíssims homòfons. El signe del mig dels cartutxos de Ramsès i Tuthmosis era, per tant, biliteral, i representava la seqüència consonàntica ms, però Champollion ho llegí com a m. Tampoc tenia la idea del concepte actualment conegut com a «complement fonètic»: un signe uniliteral que s'afegia a finals de paraula per tornar a lletrejar un so que ja havia estat escrit de manera diferent.
A la majoria de col·laboradors de Champollion els mancaven les capacitats lingüístiques necessàries per fer avançar el procés de desxiframent, i molts moriren precoçment. Edward Hincks, un clergue irlandès que el seu interès principal era el desxiframent del cuneïforme, féu aportacions importants a les dècades de 1830 i 1840. Mentre que les traduccions de textos de Champollion havien emplenat buits fent ús d'un mètode més conjectural, Hincks intentà procedir d'una manera més sistemàtica: identificà elements gramàtics en egipci, tals com partícules i verbs auxiliars, que no existien en copte, i argumentà que els sons de la llengua egípcia eren similars als de les llengües semítiques. Hincks també avançà en la comprensió del hieràtic, que fins aquell moment havia restat oblidat en els estudis egipcis.
L'acadèmic que corregí els errors més bàsics de l'obra de Champollion fou Karl Richard Lepsius, un filòleg prussià que havia començat a estudiar la llengua egípcia fent ús de la gramàtica del francès. Establí amistat amb Rosellini i començà a cartejar-s'hi per discutir sobre la llengua. La Lettre à M. le Professeur H. Rosellini sur l'Alphabet hiéroglyphique de Lepsius, que publicà el 1837, explicava les funcions dels signes biliterals, dels signes triliterals i dels complements fonètics (malgrat que aquests termes encara no havien estat encunyats). S'hi llistaven 30 signes uniliterals, en comparació amb els més de 200 del sistema de Champollion i amb els 24 que es compten en la descripció moderna del sistema d'escriptura jeroglífic. La carta de Lepsius reforçava d'una manera important l'enfocament de Champollion envers els jeroglífics al mateix temps que en corregia les deficiències; també féu moure d'una vegada per totes el focus de l'egiptologia del desxiframent a la traducció. Champollion, Rosellini i Lepsius se solen considerar els fundadors de l'egiptologia, i de vegades s'hi inclou també Young.
Lepsius pertangué a una nova generació d'egiptòlegs nascuda a mitjans del segle xix. Emmanuel de Rougé, que començà a estudiar egipci el 1839, fou la primera persona que traduí un text en antic egipci sencer, i publicà les primeres traduccions de textos literaris egipcis el 1856. En paraules d'un dels estudiants de Rougé, Gaston Maspero, «de Rougé ens proporcionà el mètode que ens permetia fer servir i dur a la perfecció el mètode de Champollion». Altres acadèmics es concentraren en sistemes d'escriptura menys coneguts. Heinrich Brugsch fou el primer des de la mort de Young en avançar en l'estudi del demòtic, del qual en publicà una gramàtica el 1855. Charles Wycliffe Goodwin publicà l'assaig «Papirs hieràtics» el 1858, la primera contribució important a aquest tema d'estudi la qual emfatitzava que els textos hieràtics, i no pas les inscripcions monumentals jeroglífiques, eren la font més rica de comprensió de la llengua egípcia. Goodwin i el seu contemporani François Chabas feren grans avançons en l'estudi del hieràtic.
El 1866 Lepsius descobrí el Decret de Canop, un text de corpus paral·lel com la pedra de Rosetta les inscripcions del qual es mantenien intactes. Els jeroglífics, doncs, ara ja es podien comparar directament amb la seva traducció grega, i els resultats validaren els estudis de Champollion sense deixar-ne cap dubte. Samuel Birch, la figura més prominent de l'egiptologia britànica a mitjan segle xix, publicà el primer diccionari extensiu de l'egipci el 1867, i el mateix any Brugsch publicà el primer volum del seu diccionari de jeroglífic i demòtic. El diccionari de Brugsch establí el coneixement modern dels sons de la llengua egípcia, els quals beuen de la fonologia de les llengües semítiques, tal com havia suggerit Hincks. Els egiptòlegs han continuat polint el coneixement de la llengua fins a l'actualitat, malgrat que en aquell moment la base ja era molt sòlida. Juntament amb el desxiframent del cuneïforme el mateix segle, el desxiframent de l'antic egipci obrí el camí per estudiar les primeres etapes de la història de la humanitat.